# Maybe Tomorrow (chanson des Jackson 5)
Pour les articles homonymes, voir Maybe Tomorrow.
Singles de The Jackson 5
Never Can Say Goodbye
(1971) Sugar Daddy
(1971)
Pistes de Maybe Tomorrow
She's Good
(2)
Maybe Tomorrow est le deuxième single extrait de l'album du même nom. La chanson est de style Soul. Cette chanson est sortie en juin 1971 et c'est le premier single des Jackson 5 qui n'est pas entré dans le Top 5 dans les charts. Cette chanson a été remixée en 2009 pour l'album The Remix Suite de Michael Jackson.

## Crédits
- Voix principale : Michael Jackson.
- Autres voix : Jermaine Jackson, Marlon Jackson, Jackie Jackson, Tito Jackson.
- Instruments par Jermaine Jackson et d'autres personne additionnel.